# Rocksberg
Rocksberg är en del av en befolkad plats i Australien. Den ligger i kommunen Moreton Bay och delstaten Queensland, omkring 45 kilometer nordväst om delstatshuvudstaden Brisbane. Antalet invånare är 173.
Närmaste större samhälle är Caboolture, omkring 12 kilometer öster om Rocksberg.
I omgivningarna runt Rocksberg växer huvudsakligen savannskog. Runt Rocksberg är det ganska glesbefolkat, med 38 invånare per kvadratkilometer. Genomsnittlig årsnederbörd är 1 222 millimeter. Den regnigaste månaden är januari, med i genomsnitt 252 mm nederbörd, och den torraste är september, med 30 mm nederbörd.